# Шажевский, Дмитрий
Дмитрий (Димитри) Шажевский (фр. Dimitri Szarzewski, МФА: [dimiˈtʁi zaʁzɛfˈski], родился 26 января 1983 в Нарбоне) — французский регбист польского происхождения, хукер (отыгрывающий).

## Карьера
Воспитанник команды «Безье», играл за неё с 2002 по 2004 годы (сыграл 5 матчей в Кубке Хейнекен 2002/2003). В сезоне 2003/2004 выступал в Европейском кубке вызова, оформив попытку в матчах против «Коннахта», «Гренобля» и «Бата». 10 июля 2004 провёл первую игру за сборную Франции против Канады, в 2005 году в Кубке шести наций провёл один матч против Ирландии (в том же году играл тест-матчи против Австралии и ЮАР).
В сезоне 2005/2006 Дмитрий начал играть за «Стад де Франс», сыграл пять матчей в Кубке Хейнекен в том сезоне. В 2006 году сыграл три матча в Кубке шести наций против Шотландии, Англии и Уэльса, занеся попытку в матче против Уэльса и принеся победу команде 21:16 (в том году Франция выиграла кубок). В том же сезоне дошёл до полуфинала чемпионата Франции, проиграв «Тулузе». Играл в середине года тест-матчи против Румынии и ЮАР.
В 2007 году выиграл чемпионат Франции и Кубок шести наций. На чемпионате мира 2007 года с командой занял 4-е место. Ещё один Кубок шести наций Дмитрий выиграл в 2010 году, на чемпионате мира 2011 года стал серебряным призёром. С 2012 года играет за «Расинг Метро 92».

## Личная жизнь
Жена Флоранс, сын Уго, дочь Анна.
Несколько раз снимался для календаря «Боги стадиона» (фр. Les Dieux du stade).

## Занесённые попытки за сборную
| #  | Дата           | Стадион                          | Противник         | Счёт  | Соревнование      |
| -- | -------------- | -------------------------------- | ----------------- | ----- | ----------------- |
| 1. | 26 ноября 2005 | Стад де Франс, Сен-Дени, Франция | ЮАР               | 26–20 | Тестовый матч     |
| 2. | 18 марта 2006  | Миллениум, Кардифф, Уэльс        | Уэльс             | 21–16 | Кубок шести наций |
| 3. | 17 июня 2006   | Котроцени, Бухарест, Румыния     | Румыния           | 62–14 | Тестовый матч     |
| 4. | 15 ноября 2008 | Стад Бональ, Сошо, Франция       | Пасифик Айлендерс | 42–17 | Тестовый матч     |
| 5. | 15 марта 2009  | Туикенем, Лондон, Англия         | Англия            | 10–34 | Кубок шести наций |
| 6. | 21 ноября 2009 | Стад де Франс, Сен-Дени, Франция | Самоа             | 43–5  | Тестовый матч     |